# Quantificador (gramàtica)
Un quantificador és una paraula o construcció gramatical que indica quantitat. Pot ser un determinant indefinit, com "molts", un adverbi de quantitat, com "força" o un mot que en la seva definició ja indiqui nombre, com "multitud". A vegades aquests elements poden estar pronominalitzats o formar part d'una locució. Totes les llengües naturals tenen quantificadors. En algunes gramàtiques inclouen tots aquests tipus de paraules com una categoria pròpia, sota el nom de quantificador, ja que comparteixen trets morfosintàctics, però la divisió tradicional no preveu que siguin una categoria específica, sinó més aviat una noció semàntica que es pot vehicular amb diversos tipus de construccions. Els numerals poden ser considerats com a quantificadors o bé ser un altre grup a part, segons l'autor, ja que tots segueixen un patró de conducta, més simple que el dels quantificadors ordinaris.